# Leo Gross (Physiker)
Leo Gross (* 1973) ist ein deutscher Festkörperphysiker am IBM-Forschungslabor Rüschlikon. Er arbeitet auf dem Gebiet der Rasterkraftmikroskopie (AFM) und Nanowissenschaft.
Gross studierte Physik an der FU Berlin und war nach dem Vordiplom ein Jahr an der Tulane University, wo er sich Bildern von Oberflächen auf atomarer Skala mit Rastertunnelmikroskopie befasste. Ihn faszinierte insbesondere, dass er von der Probe in Echtzeit durch Änderung der Parameter eine experimentelle Antwort erhielt. Er wurde 2005 bei Karl-Heinz Rieder an der FU Berlin in Physik promoviert. Die Dissertation (LT-STM Investigation of Organic Molecules for Molecular Electronics: Lander and Hexabenzocoronene Derivatives on Copper Surfaces), die sich mit der Untersuchung organischer Moleküle für die molekulare Elektronik mit Rastertunnelmikroskopie (LT-STM, low temperature scanning tunneling microscopy) befasste, erhielt den Tiburtius-Preis der Berliner Universitäten und führte zu einem Artikel in Nature Materials. Es gelang ihnen bis zu sechs gezielt hinzugefügte einzelne Kupferatome auf einer Kupferoberfläche (Kupfer) innerhalb eines Moleküls (hexa-t-butyl-hexaphenylbenzene, HB-HPB) gezielt zu platzieren und zu verschieben. Danach war er zunächst als Post-Doktorand in der Gruppe von Gerhard Meyer bei IBM in Rüschlikon bei Zürich. 2009 wurde er Mitglied des Labors, wo er die Gruppe Atom- und Molekülmanipulation leitet.
Er entwickelte mit Gerhard Meyer eine Variante des Rasterkraftmikroskops bzw. Rastertunnelmikroskops, bei der an der Spitze der Sonde ein Molekül sitzt. Damit gelang es, direkte Bilder von Atomen und Molekülen (und deren Reaktionen) zu erhalten und damit eine neue, direkte Methode der Strukturforschung in der organischen Chemie zu finden. Die erste atomare Auflösung der Struktur eines Moleküls mit dem Rasterkraftmikroskop gelang ihnen (Leo Gross mit Gerhard Meyer, Fabian Mohn, Nikolaj Moll von IBM und Peter Liljeroth von der Universität Utrecht) 2009, veröffentlicht in Science. In einer weiteren Arbeit in Science im gleichen Jahr zeigten sie, dass man den Ladungszustand von Atomen mit dem AFM messen kann, was nach Gross zukünftig die Möglichkeit eröffnet den Weg eines einzelnen Elektrons in molekularen Netzwerken (zum Beispiel für Schalter) zu verfolgen.
2010 erhielt er den Gerhard Ertl Young Investigator Award. 2012 erhielt er mit Gerhard Meyer und Jascha Repp den Feynman Prize in Nanotechnology für die Arbeit der Gruppe am IBM-Forschungszentrum Rüschlikon. 2016 erhielt er einen ERC Consolidator Grant (Projekt: AFM for Molecular Structure Elucidation).

## Schriften
- mit Fabian Mohn, Gerhard Meyer, Jascha Repp, Franz J. Giessibl: Atomare Ladungszustände unter dem Rasterkraftmikroskop. In: Physik in unserer Zeit. Band 40, Heft 5, 2009, S. 225–226.
- mit Fabian Mohn, Nikolaj Moll, Peter Liljeroth, Gerhard Meyer: The chemical structure of a molecule resolved by atomic force microscopy. In: Science. Band 325, 2009, S. 1110–1114.
- mit Fabian Mohn, Peter Liljeroth, Jascha Repp, Franz J. Giessibl, Gerhard Meyer: Measuring the Charge State of an Adatom with Noncontact Atomic Force Microscopy. In: Science. 324, 2009, S. 1428–1431.
- mit Fabian Mohn, Jascha Repp, Gerhard Meyer, Matthew Dyer, Mats Persson: Reversible Bond Formation in a Gold-Atom–Organic-Molecule Complex as a Molecular Switch. In: Physical Review Letters. Band 105, 2010.
- mit Gerhard Meyer u. a.: Organic structure determination using atomic-resolution scanning probe microscopy. In: Nature Chemistry. Band 2, 2010, S. 821–825.
- mit Nikolaj Moll, Gerhard Meyer u. a.: The mechanisms underlying the enhanced resolution of atomic force microscopy with functionalized tips. In: New Journal of Physics. Band 12, 2010.
- mit Gerhard Meyer u. a.: Bond-order discrimination by atomic force microscopy. In: Science. Band 337, 2012, S. 1326–1329.
- mit Fabian Mohn, Nikolaj Moll, Gerhard Meyer: Imaging the charge distribution within a single molecule. In: Nature Nanotechnology. Band 7, 2012, S. 227–231.